# Павлуша Сергій Валерійович
Сергі́й Вале́рійович Павлу́ша (24 лютого 1987 — 14 липня 2014) — солдат 72-ї окремої механізованої бригади Збройних сил України, учасник російсько-української війни.

## Життєпис
Народився 24 лютого 1987 року в місті Біла Церква. Закінчив ЗОШ № 21 міста Біла Церква, у 2006 році — ПТУ № 5 (нині — Білоцерківське професійно-технічне училище імені П. Р. Поповича).
19 березня 2014 року мобілізований; стрілець-помічник гранатометника, 72-га артилерійська бригада.
14 липня 2014-го загинув під час вчиненого терористами обстрілу з РСЗВ «Град» позицій українських військовиків поблизу Амвросіївки.
Без Сергія лишились мама і молода сестра.
Похований у селі Храпачі, Білоцерківський район.

## Нагороди та вшанування
14 жовтня 2014-го виконком Білоцерківської міської ради підтримав проєкт рішення про присвоєння Сергію звання «Почесний громадянин міста Біла Церква».
14 листопада 2014 року за особисту мужність і героїзм, виявлені у захисті державного суверенітету та територіальної цілісності України, вірність військовій присязі під час російсько-української війни, відзначений — нагороджений орденом «За мужність» III ступеня (посмертно).
24 лютого 2015 року в ДНЗ «Білоцерківське професійно-технічне училище імені П. Р. Поповича» відбулася панахида та відкрито меморіальну дошку пам'яті Сергія Павлуші.